# كلوروكرومات البيريدينيوم
كلوروكرومات البيريدينيوم هو مركب كيميائي له الصيغة C5H6ClCrNO3 والتي يمكن كتابتها على الشكل [C5H5NH][CrO3Cl]؛ ويوجد على شكل بلورات صفراء برتقالية.
يرمز له اختصاراً PCC.

## التحضير
يحضر المركب من تفاعل البيريدين مع ثلاثي أكسيد الكروم بوجود حمض الهيدروكلوريك المركز:
{\displaystyle \mathrm {C_{5}H_{5}N+CrO_{3}+HCl\longrightarrow [C_{5}H_{6}N]^{+}[CrO_{3}Cl]^{-}} }
كما يمكن إجراء عملية التحضير مع تجنب تشكّل كلوريد الكروميل بإضافة البيريدين البارد على حمض الهيدروكلوريك المركز، ثم إذابة ثلاصي أكسيد الكروم الصلب في المزيج بالتدريج.

## الخواص
يوجد المركب في الشروط القياسية على شكل يبلورات صفراء إلى برتقالية، وهو من المؤكسدات القوية.

## الاستخدامات
يستخدم كلوروكرومات البيريدينيوم في أكسدة الكحولات إلى الألدهيدات أو الكيتونات الموافقة.

## اقرأ أيضاً
- 4-ثنائي ميثيل أمينو البيريدينيوم
- فلوريد الكروميل
- رباعي بيروكسوكرومات البوتاسيوم
- بيروكسيد الكروم السداسي